# Saucats (rivière)
Pour les articles homonymes, voir Saucats.
Le Saucats est une  rivière du Sud-Ouest de la France et un affluent gauche de la Garonne.

## Géographie
Le Saucats est un affluent de la rive gauche de la Garonne, qui prend sa source dans la Forêt des Landes en Gironde en région Nouvelle-Aquitaine et se jette dans la Garonne à Isle-Saint-Georges entre Langon et Bordeaux. La longueur de son cours d'eau est de 21,2 km.

## Départements et principales communes traversées
- Gironde (33) : Saucats, La Brède, Saint-Médard-d'Eyrans, Ayguemorte-les-Graves, Isle-Saint-Georges.

## Principaux affluents

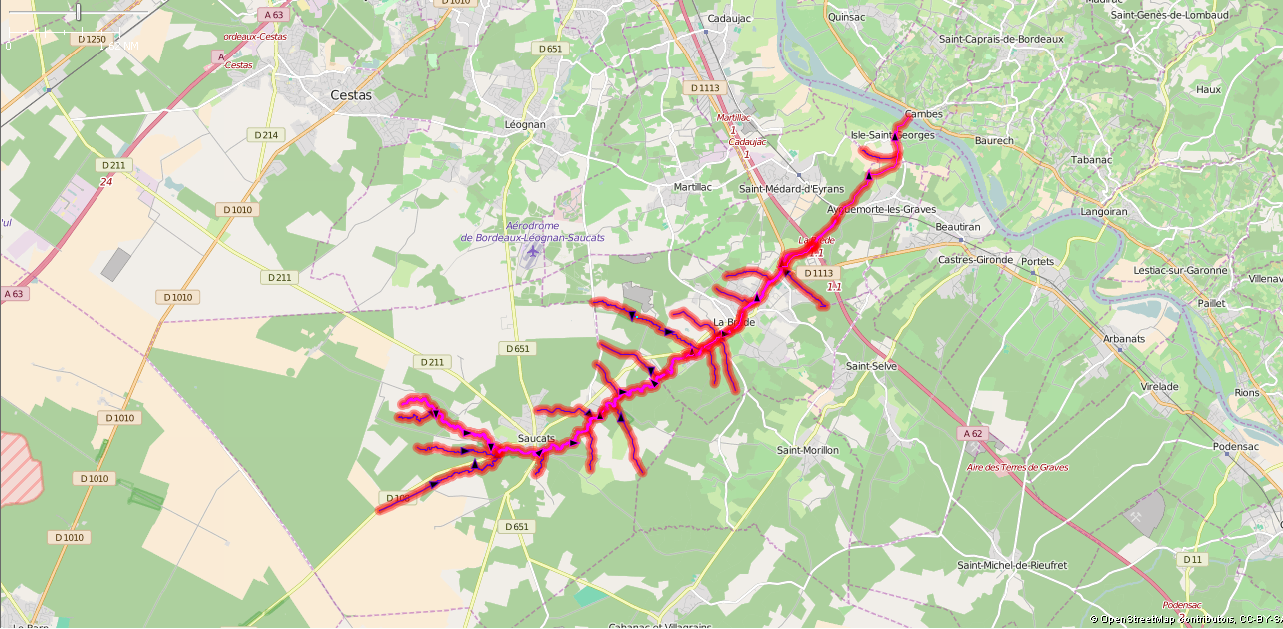
Les affluents du Saucats.

- le Brousteyrot : 6,8 km
- La Couquilleyre : 3,4 km